# Impresionismo abstracto
El impresionismo abstracto (no confundir con el expresionismo abstracto) es un movimiento pictórico contemporáneo dentro de la pintura abstracta en el que se emplean brochadas pequeñas para construir y estructurar grandes cuadros. Dichas brochadas exponen control de grandes áreas, expresando la emoción y enfoque del artista en la energía interna, y a veces contemplación, creando calidades expresivas, líricas y pensativas en los cuadros. Las brochadas son parecidas de las de los impresionistas como Monet y los posimpresionistas como van Gogh y Seurat, aunque tiendan hacia el expresionismo abstracto. Aunque en el estilo de pintura de acción del expresionismo abstracto las brochadas a menudo fueron grandes y llamativos y se aplicaba la pintura en un flujo rápido de emoción y energía, las brochadas cortas e intensas o aplicación no tradicional de las pinturas y texturas de los impresionistas abstractos se hacen lentamente y con propósito, empleando el paso del tiempo como una ventaja y una técnica. Milton Resnick, Sam Francis, Richard Pousette-Dart y Philip Guston fueron pintores del estilo impresionismo abstracto durante los años 1950. El artista canadiense Jean-Paul Riopelle ayudó a introducir el impresionismo abstracto a Paris durante los años 1950.
Elaine de Kooning acuñó el término "impresionismo abstracto" y de pronto fue empleado por el crítico Louis Finkelstein en un esfuerzo distinguir para la diferencia entre las dos formas a Philip Guston. La diferencia primaria se encuentra en el enfoque. Sin embargo, la similitud entre las dos formas es en el resultado final - lo que es aceptable como un cuadro terminado. 
Lawrence Alloway fue comisario de una exposición del mismo nombre en 1958 e incluyó, entre otros a Bernard Cohen, Harold Cohen, Sam Francis, Patrick Heron y Nicolas de Staël. Un heredero contemporáneo del estilo impresionista abstracto es William Duvall, cuyos cuadros eco-abstractos se hacen al aire libre.